# Bandă largă

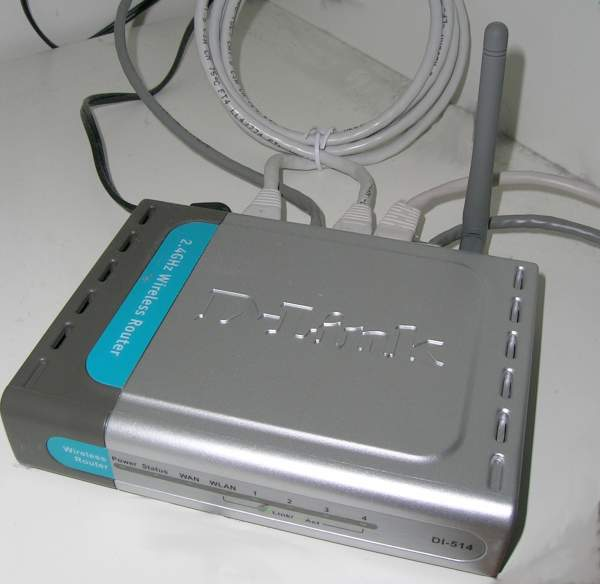
Router wireless D-Link Dl-514 802.11b, care suportă vitezele minime de broadband (1,544mbps)

Există mai multe accepțiuni ale termenului broadband (bandă largă).
Baseband (Semnal digital) - Semnalele  baseband folosesc întreaga bandă de frecvență pentru transmiterea informației, iar transmiterea simultană a mai multor seturi de date se face prin tehnica de multiplexare în timp. Toate semnalele procesate în  interiorul cipurilor sunt digitale și majoritatea rețelelor locale folosesc semnale digitale. 
Broadband (Semnal analogic) - În sistemele de transmisie broadband semnale multiple (voce, date, semnal video) sunt transmise simultan pe același suport fizic folosindu-se tehnica de multiplexare în frecvență.
Termenul de bandă largă (broadband) este în general folosit pentru a descrie accesul la Internet de mare viteză.
ITU (International Telecommunication Union) a definit conexiunea broadband ca o conexiune ce are capacitatea de transmisie mai mare decât cea a liniei T1 (1,544Mbps).
FCC (Federal Communications Commission) definește conexiunea broadband ca având o viteză de minimum 200 kbps într-un singur sens și conexiunea “advanced broadband” cu minimum 200 kbps în ambele sensuri.
OEDC (Organisation for Economic Co-operation and Development) stabilește că o conexiune de bandă largă (broadband) trebuie să aibă cel puțin o viteză de 256 kbps în cel puțin una din direcții. Această definiție este cea mai folosită pentru descrierea conexiunilor broadband.
Accesul la Internet în bandă largă poate fi de 4 până la 50 de ori mai rapid decât printr-o conexiune telefonică obișnuită, deoarece este conceput pentru transferuri mult mai rapide de date. Transferul mai rapid de date înseamnă mai puțin timp de primire a datelor, care la rândul lui duce la navigări mai rapide și mai puțin frustrante pe Internet. În final, prin bandă largă, puteți primi telefoane pe aceeași linie telefonică pe care o folosiți pentru a vă conecta la Internet, în timp ce navigați pe Internet și în același timp cu vizionarea unei emisiuni TV.